# Idaea bura
Idaea bura là một loài bướm đêm trong họ Geometridae.